# Tetraponera microcarpa
Tetraponera microcarpa é uma espécie de formiga do gênero Tetraponera, pertencente à subfamília Pseudomyrmecinae.